# 三峡龙属
三峡龙属（属名：Sanxiasaurus，命名自长江三峡）是中国重庆市中侏罗世新田沟组的一属新鸟臀类恐龙。模式种兼唯一种是磨刀溪三峡龙（S. modaoxiensis）。正模标本由包括2节颈椎、11节背椎、4节骶骨、18节尾椎、肱骨、桡骨和尺骨、部分右髂骨、部分右坐骨、股骨和胫骨、左腓骨、3节跖骨和4节指骨在内的55块骨头构成。在系统发育分析中，它被发现是一个新鸟臀类基群，比莱索托龙更为衍生，比何信禄龙更为原始。